# Ганськ-Перший
Ганськ-Перший (пол. Hańsk Pierwszy) — село в Польщі, у гміні Ганськ Володавського повіту Люблінського воєводства. Населення — 959 осіб (2011).

## Історія

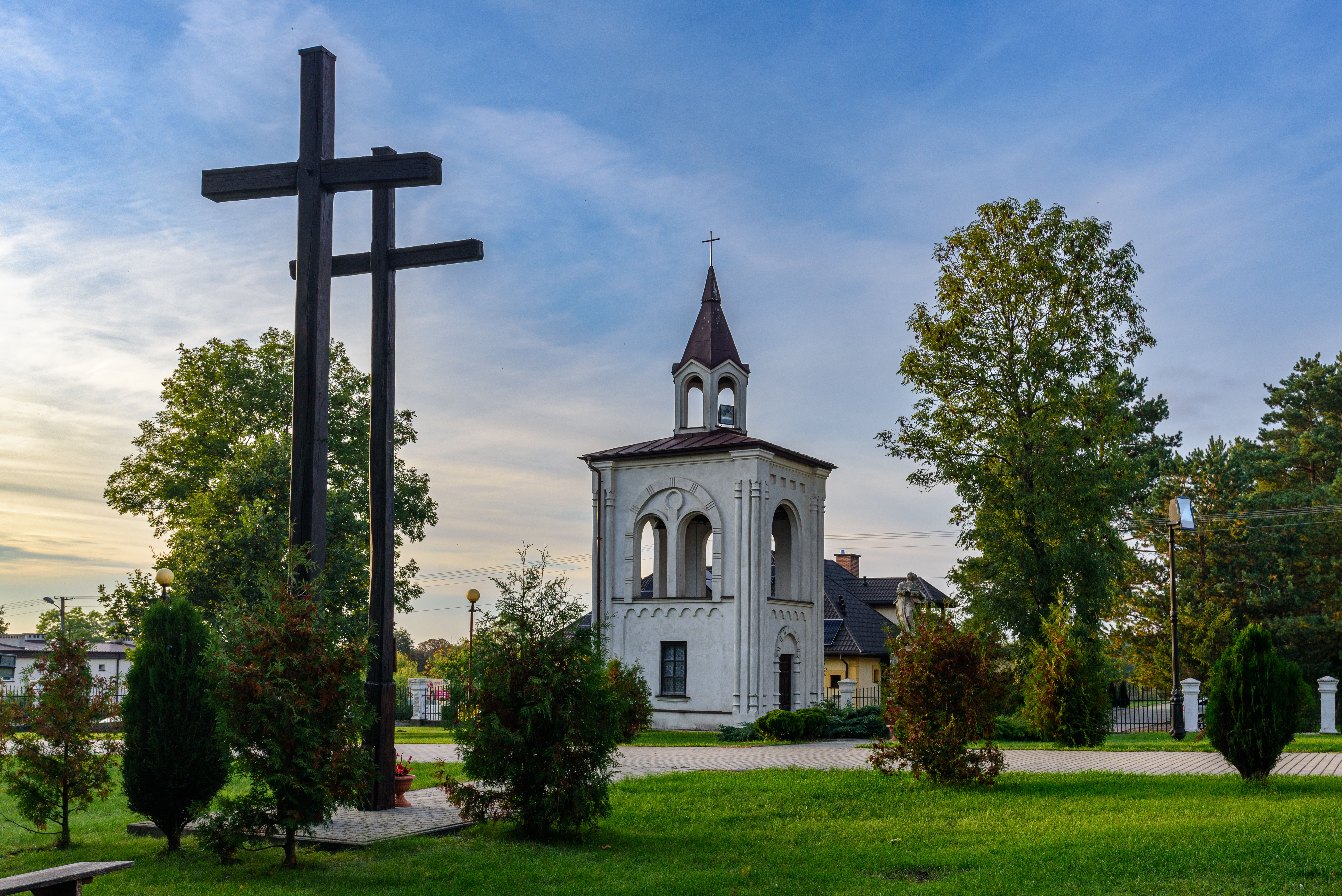
Дзвінниця при колишній церкві

Перша документальна згадка про Ганьськ сягає 1372 року. У документі, що зберігається в Люблінському державному архіві, згадується двір, власником якого був Ян Ганський. Всі будівлі були дерев'яними, маєток включав близько 7500 волок землі, включаючи поля, болота і ліси.
1529 року вперше згадується православна церква в селі.
За даними етнографічної експедиції 1869—1870 років під керівництвом Павла Чубинського, у селі переважно проживали греко-католики, які розмовляли українською мовою.
1872 року місцева греко-католицька парафія налічувала 1707 вірян. 1882 року в селі зведено православну церкву.
У 1921 році село входило до складу гміни Ганськ Володавського повіту Люблінського воєводства Польської Республіки. В околицях села збереглися залишки фортеці часів Середньовіччя.
За переписом населення Польщі 10 вересня 1921 року в селі налічувалося 64 будинки (з них 1 незаселений) та 411 мешканців, з них:
- 198 чоловіків та 213 жінок;
- 305 православних, 88 римо-католиків, 10 юдеїв, 8 євангельських християн;
- 307 українців, 86 поляків, 10 євреїв, 7 німців, 1 особа іншої національності.

У міжвоєнні 1918—1939 роки польська влада в рамках великої акції руйнування українських храмів на Холмщині і Підляшші перетворила місцеву православну церкву на римо-католицький костел.
1944 року польські шовіністи вбили в селі 4 українців.
У 1975—1998 роках село належало до Холмського воєводства.

## Населення
Демографічна структура станом на 31 березня 2011 року:
|          | Загалом | Допрацездатний вік | Працездатний вік | Постпрацездатний вік |
| -------- | ------- | ------------------ | ---------------- | -------------------- |
| Чоловіки | 488     | 96                 | 368              | 24                   |
| Жінки    | 471     | 86                 | 321              | 64                   |
| Разом    | 959     | 182                | 689              | 88                   |